# Premi Mariola per a poetes inèdits
El Premi Mariola per a poetes inèdits és un premi literari de poesia creat per l'Assemblea de Joves de la Serra Mariola.  És un premi especialitzat en plaquettes i les obres guanyadores són publicades per Edicions del Buc. El primer any van rebre més de 90 originals.

## Guanyadors
- 2024. Ànnia López per Al·lucinacions o com divertir-te si ets pobre.[2]
  - Finalista: Laura Taltavull per Autobiografia.[2]
- 2025. Nerea Campos per L'última cita.[3]